# Conus indicus
Conus indicus é uma espécie de gastrópode do gênero Conus, pertencente a família Conidae.